# هیروفومی واتانابه
هیروفومی واتانابه (انگلیسی: Hirofumi Watanabe؛ زادهٔ ۷ ژوئیهٔ ۱۹۸۷) بازیکن فوتبال اهل ژاپن است.
از باشگاه‌هایی که در آن بازی کرده‌است می‌توان به باشگاه فوتبال کاشیوا ریسول و باشگاه ورزشی توچیگی اشاره کرد.